# توری اسپلینگ
 توری اسپلینگ (انگلیسی: Tori Spelling) ( زادهٔ ۱۶ مهٔ ۱۹۷۳) بازیگر اهل ایالات متحده آمریکا است. وی از سال ۱۹۸۱ میلادی تاکنون مشغول فعالیت بوده‌است.
از فیلم‌ها یا برنامه‌های تلویزیونی که وی در آن نقش داشته است، می‌توان به ترفند، جیغ ۲، استووی گریفن: داستان ناگفته، عروس را ببوس، سربازان بورلی هیلز، خانه بله و بورلی هیلز، ۹۰۲۱۰ اشاره کرد.